# Хенрик фон Алефелдт (1619 – 1702)
Хенрик фон Алефелдт (на немски: Henrik von Ahlefeldt; * 25 юни 1619 в Гелтинг, Капелн, Шлезвиг-Холщайн, Германия; † 1702) е благородник от род Алефелдт/Алефелд от Холщайн, господар на Клувензик (1641), Остерраде (1645) в Шлезвиг-Холщайн.
Той е син на Бендикс/Бенедикт фон Алефелдт, господар на Хазелдорф (1593 – 1634) и съпругата му Кристина фон Алефелдт (1589 – 1645), дъщеря на Клауз фон Алефелдт-Гелтинг (1543 – 1616) и Магдалена Хенриксдатер фон Рантцау (1559 – 1635). Брат е на Дитлев фон Алефелдт (1617 – 1686), господар на Хазелдорф, Хазелау и таен съветник, датски офицер, дипломат и писател.
Хенрик фон Алефелдт започва да следва през 1637 г. в Лайден и служи 1648 г. при крал Фредерик III и 1661 г. при херцог Кристиан Албрехт.

## Фамилия
Хенрик фон Алефелдт се жени 1642 г. за Катарина фон Алефелдт (1624 – 1708), дъщеря на
Фредерик фон Алефелдт, господар на Халвзьогаард (1594 – 1657) и Биргита Грегерсдатер фон Алефелдт-Халвзьогаард (ок. 1600 – 1632). Те имат децата:
- Фредерик фон Алефелдт († сл. 1681)
- Магдалена Кристина фон Алефелдт-Бинебек (* 7 септември 1644; † 5 декември 1720), омъжена за Хенрик Ревентлов (* 31 октомври 1638; † вер. 8 февруари 1677)
- Берта Катарина фон Алефелдт (* ок. 1646; † 5 ноември 1721, Прец), омъжена I. 1676 г. за Кай фон Алефелдт-Шинкел (* 7 ноември 1651, Реинбек; † 28 април 1684, Хамбург), II. на 21 януари 1691 г. за	Вулф Хайнрих фон Тинен († ноември 1707), III. 1711 г. за Дитлев фон Брокдорф-Ролсторф (* 6 октомври 1642, Вензин; † 15 октомври 1731, Ролсторф)
- Доротея фон Алефелдт (* 1648; † 12 октомври 1720 в Колмар), омъжена през ноември 1676 г. за Детлев фон Ревентлов (* 23 август 1654; † 4 ноември 1701), тайен съветник и пропст
- Бендикс фон Алефелдт (* 21 март 1650; † 19 април 1712, Остераде), господар на Остерраде, Клувензик, женен I. през март 1677 г. за Катарина Хансдатер фон Бухвалд (* вер. 1644; † март. 1685), II. 1689 г. за Маргрета фон Брокдорф (1639 – 1694), III. 1694 г. за София Ревентлов (* 11 юли 1658, Любек; † 19 юни 1731, Зещедт); от първите два брак баща на 7 деца: 6 дъщери и 1 син